# Motoki Nagakura
Motoki Nagakura (長倉 幹樹?, Nagakura Motoki; Saitama, 7 ottobre 1999) è un calciatore giapponese, attaccante degli Urawa Reds.

## Carriera
Ha giocato nella prima divisione giapponese.